# Wernher von Braun
Tiến sĩ Wernher Magnus Maximilian Freiherr von Braun (23/03/1912 - 16/06/1977) là một trong những tên tuổi hàng đầu của công cuộc phát triển kỹ nghệ tên lửa người Đức và Mỹ. Là nhà khoa học Đức, ông lãnh đạo chương trình phát triển tên lửa V-2 trước và trong Chiến tranh thế giới thứ hai. Sau Thế chiến, ông được nước Mỹ bí mật tuyển dụng qua "Chiến dịch Paperclip". Ông làm việc cho dự án tên lửa đạn đạo liên lục địa từ năm 1950 và trở thành công dân Mỹ năm 1955. Sau đó (1958), ông gia nhập đội ngũ Cơ quan hàng không vũ trụ Hoa Kỳ - NASA, với chức vụ giám đốc Trung tâm vũ trụ Marshall và kiến trúc sư trưởng của tên lửa vũ trụ Saturn V – tên lửa đưa các nhà du hành Mỹ đặt chân lên Mặt Trăng. Von Braun được coi là cha đẻ của chương trình vũ trụ của Hoa Kỳ.